# Die Wildente (1975)
Die Wildente ist die 1975 geschaffene Aufzeichnung des Fernsehens der DDR einer Inszenierung von Manfred Karge und Matthias Langhoff des gleichnamigen Schauspiels Henrik Ibsens an der Volksbühne Berlin.

## Handlung
Da es sich hierbei um die Theaterinszenierung handelt, siehe: Die Wildente

## Produktion
Die Premiere dieser Inszenierung fand am 8. Dezember 1973 in der Berliner Volksbühne statt. Hier wurde auch die Vorstellung in der Bühnenausstattung und den Kostümen von Pieter Hein im Juli 1975 aufgezeichnet.
Die Erstausstrahlung erfolgte im 1. Programm des Fernsehens der DDR am 12. August 1975 in Farbe.

## Kritik
Helmut Ullrich stellte in der Neuen Zeit fest, dass diese Inszenierung von einer brillanten Exaktheit der bedeutungsvollen, der entlarvenden Details ist. Die Darsteller wurden vorzüglich geführt und die Bühnenausstattung von Pieter Hein passt genau zum Stil der Regie.